# Mahima Chaudhry
Mahima Chaudhry, nota anche come Mahima Chaudhary, Mahima Choudhary o Mahima Chowdury (Darjeeling, 13 settembre 1973), è un'attrice indiana.
È nata con il nome di Ritu Chaudhury e i vari nomi con cui è accreditata derivano dalle diverse traslitterazioni dall'hindi.
Dopo una breve carriera da modella, è apparsa in svariati film di Bollywood.

## Filmografia

### Cinema
- Pardes, regia di Subhash Ghai (1997)

- Daag: The Fire, regia di Raj Kanwar (1999)
- Pyaar Koi Khel Nahin, regia di Subhash Sehgal (1999)
- Dil Kya Kare, regia di Prakash Jha (1999)
- Dhadkan, regia di Dharmesh Darshan (2000)
- Deewane, regia di Harry Baweja (2000)
- Kurukshetra, regia di Mahesh Manjrekar (2000)
- Khiladi 420, regia di Neeraj Vora (2000)
- Lajja, regia di Rajkumar Santoshi (2001)
- Yeh Teraa Ghar Yeh Meraa Ghar, regia di Priyadarshan (2001)
- Tere Bina (2002)
- Om Jai Jagadish, regia di Anupam Kher (2002)
- Dil Hai umhaara, regia di Kundan Shah (2002)
- Saaya, regia di Anurag Basu (2003)
- Tere Naam, regia di Satish Kaushik (2003)
- Baghban, regia di Ravi Chopra (2003)
- LOC: Kargil, regia di J.P. Dutta (2003)
- Chess: A Game Plan, regia di Manoj Bhatnagar (2004)
- Dobara, regia di Shashi Ranjan (2004)
- Zameer, regia di Kamal (2005)
- Kuchh Meetha Ho Jaye, regia di Samar Khan (2005)
- Film Star, regia di Tanuja Chandra (2005)
- The Film, regia di Zunaid Memon (2005)
- Home Delivery: Aapko... Ghar Tak, regia di Sujoy Ghosh (2005)
- Sehar, regia di Kabeer Kaushik (2005)
- Mr. 100%, regia di Piyush Kumar (2006)
- Kudiyon Ka Hai Zamaana, regia di Amar Butala (2006)
- Souten: The Other Woman, regia di Karan Razdan (2006)
- Sandwich, regia di Anees Bazmee (2006)
- Hope & a Little Sugar, regia di Tanuja Chandra (2006)
- Sarhad Paar, regia di Raman Kumar (2006)
- Gumnaam: The Mystery, regia di Neeraj Pathak (2008)
- Pusher, regia di Assad Raja (2010)
- Dark Chocolate, regia di Agnidev Chatterjee (2016)